# Nitruro di niobio
Il nitruro di niobio è un composto ionico formato dallo ione niobio e dallo ione nitruro (ione azoto N3-) con formula chimica NbN. 
A bassa temperature (circa 16 K (−257,1 °C)) NbN, diventa un superconduttore, e viene utilizzato nei rivelatori per luce infrarossa.

## Utilizzo
- Principale applicazione di NbN è quella di superconduttore. I rivelatori a NbN possono avvertire la presenza di un singolo fotone nella banda 1-10  micrometri dello spettro infrarosso ,[4] che è importante in astronomia e telecomunicazioni. Può rivelare frequenze oltre 25 GHz.
- NbN viene utilizzato come assorbente nel trattamento antiriflesso.
- Nel 2015, la Panasonic Corporation ha sviluppato un fotocatalizzatore basato su NbN che assorbe circa il 57% della luce solare per alimentare la decomposizione dell'acqua producendo gas idrogeno come combustibile per celle elettrochimiche.[5]